# Мошонка
Мошо́нка (лат. scrotum) — кожно-мышечное мешковидное образование у мужчин и самцов большинства млекопитающих, содержащее яички. Представляет собой вырост брюшной полости, расположенный в промежности между половым членом и анусом.
Слово «мошонка» является уменьшительным от мошна — сумочка, мешочек, кошелёк.

## Мошонка у млекопитающих
Наличие мошонки у самцов не является общей чертой млекопитающих: нередко яички располагаются не в ней, а в само́й брюшной полости. Мошонка отсутствует у представителей таких групп, как однопроходные, афротерии и ксенартры, но имеется у большинства сумчатых и бореоэутериев (см. Классификация млекопитающих). При этом в составе обоих надотрядов, образующих в совокупности магнотряд бореоэутериев, присутствуют таксоны меньшего ранга, у самцов которых мошонки нет: среди эуархонтоглиресов таковы ряд семейств и подсемейств грызунов (все семейства, входящие в инфраотряд Hystricognathi, а также семейство слепышовых), а среди лавразиатериев — отряды насекомоядных (Eulipotyphla) и панголинов, инфраотряд китообразных, парвотряд ластоногих, семейства крылановых, носороговых, тапировых (как правило, отсутствие мошонки в этих случаях объясняют её вторичной утратой в связи с передвижением яичек в брюшную полость).
В настоящее время конкурируют между собой две основные гипотезы. Первая состоит в том, что мошонка в ходе эволюции млекопитающих независимо возникала дважды — соответственно у предков сумчатых и лавразиатериев. Согласно другой гипотезе, независимое возникновение мошонки имело место трижды: у сумчатых, эуархонтоглиресов и у клады Scrotifera, включающей все отряды лавразиатериев, кроме насекомоядных (само название данной клады означает «несущие мошонку» и связано с наличием последней у большинства входящих в неё групп млекопитающих). Вторая гипотеза отличается тем, что в ней отсутствие мошонки у насекомоядных предполагается изначальным, а не вторичной утратой.
Эволюционное значение возникновения мошонки — в том, что при размещении яичек в мошонке их температура оказывается ниже, чем температура тела (у человека — примерно на 2,7 °C), что создаёт более эффективные условия для работы ферментов, ответственных за сперматогенез. Более низкая температура в мошонке по сравнению с температурой тела обусловлена тем, что внутренняя семенная артерия, проходя в составе семенного канатика, образует многочисленные петли. Благодаря этому уменьшается скорость кровотока и усиливается теплоотдача. Предполагают также, что более низкие температуры снижают темпы мутаций на Y-хромосоме.

## Мошонка у человека
Сверху мошонка человека покрыта складчатой, тонкой и растяжимой кожей, на которой расположены редкие волоски; кожа снабжена потовыми и сальными железами. Посередине проходит шов мошонки (лат. raphe scroti), который продолжается спереди на нижнюю поверхность полового члена, а сзади доходит до анального отверстия. В составе мошонки принято выделять семь слоёв (оболочек яичек); она разделена продольной перегородкой на две камеры, в каждой из которых находится яичко с придатком и семенным канатиком.
В число упомянутых семи слоёв, помимо кожи, входят: мясистая оболочка (лат. tunica dartos); наружная семенная фасция (производное поверхностной фасции живота); фасция мышцы, поднимающей яичко (лат. fascia cremasterica — производное фасции наружной косой мышцы живота); мышца, поднимающая яичко (лат. m. cremaster — нижние волокна внутренней косой и поперечной мышц живота); внутренняя семенная фасция (производное поперечной фасции живота); влагалищная оболочка яичка (париетальная и висцеральная пластинки), являющаяся производным брюшины. Кровоснабжение мошонки осуществляют передние мошоночные ветви (идут от глубокой наружной половой артерии) и задние мошоночные ветви (идут от промежностной артерии); мышца, поднимающая яичко, снабжается кровью из ветвей кремастерной артерии.

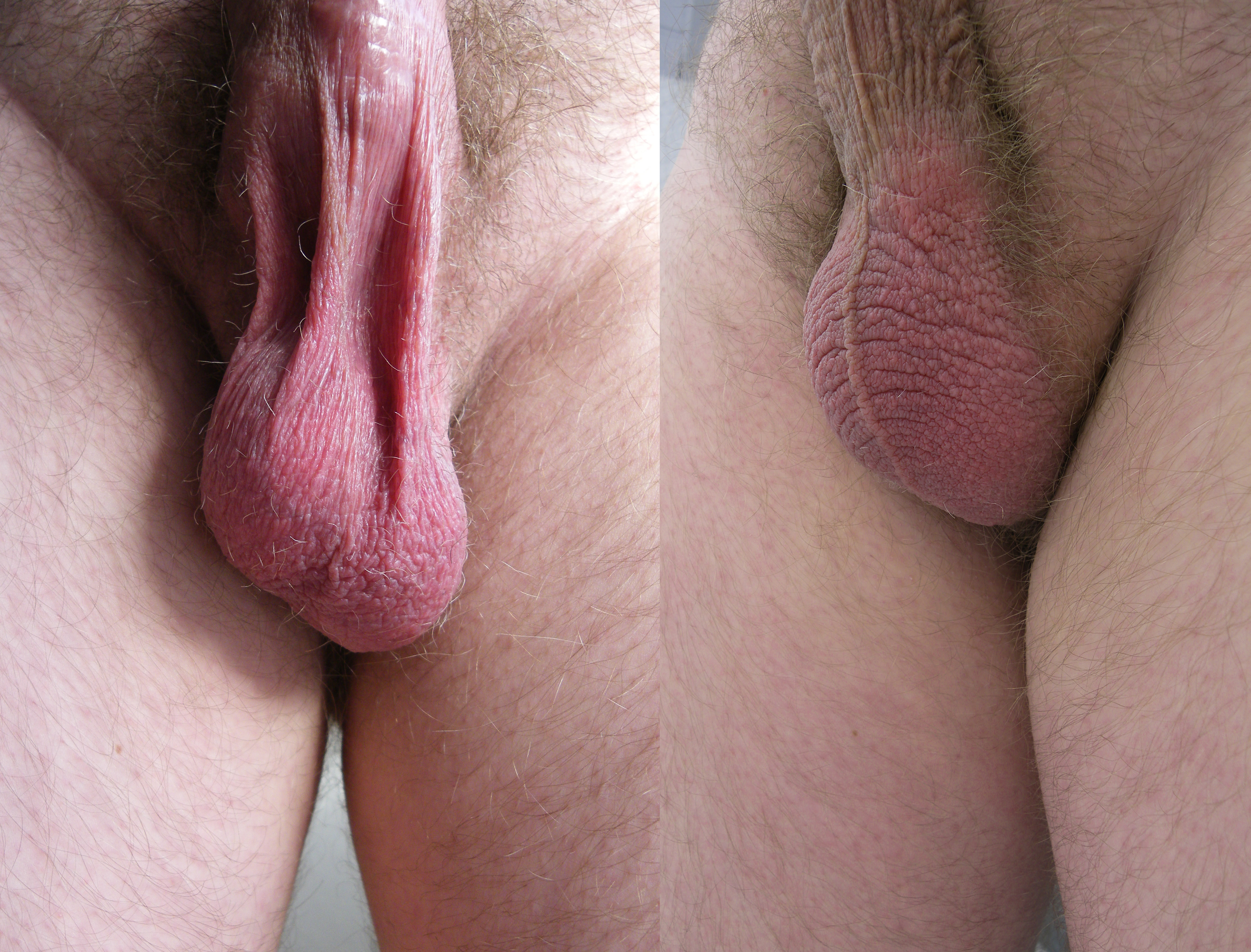
Мошонка мужчины в тёплой и прохладной среде.

У человека после полового созревания основание мошонки покрыто лобковыми волосами.
Одно яичко обычно расположено ниже другого, что позволяет им не быть придавленными друг к другу в поперечном направлении.
Мошонка у человеческого плода начинает формироваться на третьем месяце внутриутробного развития. Она гомологична большим половым губам у женщин.